# ×Aegilotriticum loreti
×Aegilotriticum loreti là một loài thực vật có hoa trong họ Hòa thảo. Loài này được (K. Richt.) P. Fourn. miêu tả khoa học đầu tiên năm 1935.